# Welcome to My Truth
Welcome to My Truth – to trzeci singel z płyty Anastacia amerykańskiej piosenkarki Anastacii. Przy tworzeniu tekstu pomagali jej Kara DioGuardi oraz John Shanks. Piosenka została wydana 8 listopada 2004 roku i wywołała pozytywne opinie krytyków muzycznych. Jej poprzednie dwa sukcesy płyty - "Left Outside Alone" i "Sick and Tired" sprawiły, że i po wydaniu tej piosenki na rynek, zajęła wysokie miejsca szczególnie w Hiszpanii. 

## Nawiązanie do życia prywatnego
Piosenka ma charakter biograficzny, opisuje jej stosunki z ojcem. Kiedy Anastacia była małą dziewczynką zostawił ją bez jakiegokolwiek kontaktu. Sama z matką, niezbyt przejmowała się tym zdarzeniem, jednak pragnęła, aby ten patrzył na jej sukcesy, cieszył się razem z nią. Bez rezultatów. Stąd także fragment piosenki - "Somebody bring up the lights I want you to see". 

## Wideoklip
Teledysk do piosenki został nakręcony 17 lipca 2004 w Kalifornii. Całość projektu była nadzorowana przez Diane Martel. 
Wideoklip ukazuje zachowanie małej dziewczynki, w momencie kiedy odchodzi od niej ojciec. Jej życie wygląda tak jak każdego dziecka - bawi się, maluje, biega. W piosence ukazana jest scena, kiedy dziewczynka maluje portret Mony Lisy, za który dostaje potem wyróżnienie. Wiesza go na lodówce, aby matka wracając z pracy zobaczyła go i poczuła się dumna. Rodzicielka wchodzi jednak i nie zwraca uwagi na pracę córki. Piosenkarka chciała pokazać w teledysku, że pomimo niezgody między rodzicami i braku zainteresowania ze strony roztargnionej po odejściu ojca matki nadal jest szczęśliwa.